# Labroides
Labroides är ett släkte av fiskar. Labroides ingår i familjen läppfiskar.
Kladogram enligt Catalogue of Life:
| Labroides | \| \| Labroides bicolor \| \| \| \| \| \| blå putsarfisk \| \| \| \| \| \| Labroides pectoralis \| \| \| \| \| \| Labroides phthirophagus \| \| \| \| \| \| Labroides rubrolabiatus \| \| \| \| |
|           | \| \| Labroides bicolor \| \| \| \| \| \| blå putsarfisk \| \| \| \| \| \| Labroides pectoralis \| \| \| \| \| \| Labroides phthirophagus \| \| \| \| \| \| Labroides rubrolabiatus \| \| \| \| |
|           | Labroides bicolor |
|           | |
|           | blå putsarfisk |
|           | |
|           | Labroides pectoralis |
|           | |
|           | Labroides phthirophagus |
|           | |
|           | Labroides rubrolabiatus |
|           | |